# 舱段
舱段（英語：Capsule，pod），于某些特定情况下（如用于指代一些桁架类的结构性非加压组件时）也称作“模组”（英語：Module，cabin），在航天语境中通常是指航天器（尤其是载人航天器）各个主要组成部分的统称。一般来说，舱段分为“加压舱段”与“非加压舱段”。加压舱段主要供航天员在其中工作和生活，也用于储备加压的货物物品。加压舱内通常具备合适的温度及氧气含量，航天员乘组无需穿着航天服便可于其内部安全活动。非加压舱段（多数情况下为推进舱）则用于储存无需加压的物件（如燃料和发动机等）。

## 分类
大部分载人航天器的主要构成部分均可分为一个个“舱段”，这些舱段依其功能以及用途不同而作区分。以神舟飞船（载人飞船的一种）为例，其大致可分为3~4个舱段，分别是：轨道舱（航天员生活区，装有各种在轨支持设备）、返回舱（飞船控制区、 航天员工作区）、推进舱（为飞船提供动力来源）。

### 通用舱段
- 推进舱：视航天器的种类和用途不同也被称为“服务舱”、“仪器舱”、“设备舱”或“资源舱”等，是全船的主要能源来源，为飞船的其他关键部分和子系统提供重要支持，一般不加压。
- 气闸舱：用于支持航天员出舱活动的一个过渡舱段。
- 对接舱：也被称为“对接适配器”、主要用于适配不同类型的对接机构以及不同标准的氧气含量和气压[4]。

### 载人飞船的特有舱段
- 轨道舱：航天员在未对接空间站前在轨工作、生活以及出舱作业时所用的舱段。
- 返回舱：也被称为“指令舱”、“指挥舱”或“乘员舱”，是全船的集成控制中心和指令发出所，也是航天员在飞船、对接以及返回地球时的主要坐处（因此也同时承担着逃生舱的职责）。其外形多为锥形或钟形以符合气动需要[5]。就一次性飞船以及多数现有的可重复使用飞船而言，返回舱也是唯一能在飞行任务结束之后保留完整的舱段，其他部分多在返回程序开始后被抛弃并再入焚毁。
- 附加段：也被称为“过渡段”，早期用于安装专用的空间科学、技术试验以及对地测量设备，现为轨道舱前端对接机构的别称。目前仅神舟飞船采用这一划分法[6]。
- 登陆舱：也被称为“着陆舱”，视具体着陆的星体名称通常会以“登x舱”的格式命名（如“登月舱”、“登火舱”等），用于支持航天员对特定的星体进行着陆考察，通常分为两段：“上升段”和“下降段”。

### 货运飞船的特有舱段
- 货舱：用于储存货运飞船所携带的上下行货物，视任务种类和飞船型号不同可分为“全加压”、“半加压”和“非加压”类型货舱，一部分货运飞船的货舱还支持下行货物的运输和返回（如龙飞船1/2号）。

### 空间站的特有舱段
- 核心舱：空间站全站的控制指挥中心和航天员的主要生活空间，一般也是全空间站结构的中心所在。
- 实验舱：用于存放科研用的实验机柜以提供在轨空间实验平台，一部分情况下也会兼容其他功能，如作为航天员的生活区域使用（如天宫一/二号、问天舱等），气闸舱（如问天舱）。
- 节点舱：用于同时对接和停泊多个航天器的适配模块，一些设计中节点舱为其他空间站舱段的一部分（如和平号空间站核心舱），部分节点舱还兼具作为气闸舱（如天和核心舱）、航天员生活区（如和谐号节点舱）[7]等特殊功能。

### 无人航天器的“舱段”
在中文语境中，一般载人飞船的舱段/模组会以“xx舱”的固定格式命名，而相对应的，无人航天器的模组则会以“xx器”的格式命名。以嫦娥五号的四个组成部分为例，“着陆器”对应载人登陆飞船的“着陆舱”，而“返回器”则对应载人飞船的“返回舱”。一般来说，无人航天器的舱段均不具备生命保障系统，但也有一部分例外（如嫦娥四号所携带的“生物科普试验载荷”）。